# Underworld (Film)
Underworld ist ein Fantasy/Horror-Actionfilm aus dem Jahr 2003 von Regisseur Len Wiseman mit Kate Beckinsale und Scott Speedman in den Hauptrollen. Der Film startete am 29. Januar 2004 in den deutschen Kinos. 2006 erschien eine Fortsetzung unter dem Titel Underworld: Evolution und 2009 der dritte Teil Underworld – Aufstand der Lykaner, der ein Prequel zu den ersten beiden Filmen darstellt. Der vierte Teil der Serie Underworld: Awakening erschien 2012 und spielt rund 12 Jahre nach den Ereignissen von Underworld: Evolution. 2016 folgte Underworld: Blood Wars.

## Handlung
Selene ist eine Vampirin, eine „Todeshändlerin“, die seit Jahrhunderten Jagd auf Werwölfe (Lykaner) macht und sie vernichtet. Durch Zufall entdeckt sie das Interesse der Lykaner an einem einzelnen Menschen, dem Assistenzarzt Michael Corvin. Obwohl Kraven, der derzeitige Anführer der Vampire, diesem Umstand keine Bedeutung zumisst und sich ganz auf die bevorstehende Erweckung eines der alten Vampirfürsten konzentriert, rettet Selene Michael vor den Werwölfen. Sie kann jedoch nicht verhindern, dass er von Lucian, dem totgeglaubten Anführer der Lykaner, gebissen wird.
Für Selene entwickelt sich die Geschichte zu einer ernsten Bedrohung ihrer ganzen Art, die jedoch von Kraven nicht gesehen wird. Alle Spuren führen in die Vergangenheit, als Kraven angeblich Lucian tötete und so in die Führungsschicht des Vampirvolkes aufstieg. Der einzige Beweis war damals ein Stück Haut mit dem Brandmal Lucians, die er dem Werwolf angeblich vom Arm geschnitten habe. In Wirklichkeit hatten die beiden einen Pakt geschlossen: Lucian verschwand in den Untergrund und verschaffte Kraven das nötige Prestige, ihn zu schützen.
Aus Verzweiflung erweckt Selene ihren Ziehvater, den mächtigen Vampirfürsten Viktor, der sie einst zur Blutsaugerin machte, um ihr so die Möglichkeit zu geben, ihre scheinbar von Lykanern ermordete Familie zu rächen. Da jedoch nicht Viktor, sondern Marcus, ein anderer Fürst der Untoten, eigentlich an der Reihe wäre, über sein Volk zu herrschen, kommt es zu großer Unruhe, und Selene wird unter Hausarrest gestellt, um später bestraft zu werden.
Derweil rüsten sich die Lykaner unter der Führung von Lucian zur letzten Schlacht gegen die Vampire. Dafür brauchen sie, wie Selene von einem ihrer Wissenschaftler erfährt, neben dem Blut eines der Vampirältesten einen direkten Nachkommen des Alexander Corvinus, des ersten Unsterblichen, dessen Söhne einst sehr unterschiedliche Lebenswege gingen: Einer, Marcus, wurde von einer Fledermaus gebissen und zum Vampir; der zweite, William, wurde nach einem Wolfsbiss zum ersten Werwolf. Der dritte Sohn lebte und starb als Mensch, und seine Linie setzte sich fort bis in die Gegenwart zu Michael Corvin. Wird Michaels reines Blut einem Vampir oder Werwolf injiziert, kann dieser mit der anderen, dritten Blutgruppe infiziert werden, ohne zu sterben, wie es sonst der Fall wäre: Es entsteht ein Hybrid aus Vampir und Werwolf, der beiden Rassen überlegen ist. Das Vampirblut erhalten die Lykaner durch einen Überfall auf die Älteste Amelia, die von Kraven und seinen Männern im Stich gelassen wird.
Die letzte Schlacht findet schließlich in den Katakomben statt, wo die Lykaner Michael gefangen halten. Vampirfürst Viktor, der einst seine eigene Tochter Sonja hatte töten lassen, weil sie ein Kind vom Lykaner Lucian erwartete, will nun um jeden Preis Michael töten. Selene erfährt von Kraven, dass es nicht die Lykaner waren, die ihre Familie töteten, sondern Viktor. Sie will ihn aufhalten, muss aber mit ansehen, wie Michael von Kraven angeschossen wird. Lucian, der von Kraven verraten und hinterrücks niedergeschossen wurde, gibt ihr, im Sterben liegend, den Hinweis, Michael zu beißen. Selene, die sich längst in ihn verliebt hat und nicht will, dass er stirbt, überträgt so ihr Vampirgift an Michael. Der junge Mann, der nun mit Werwolf- und Vampirgift infiziert ist, beginnt sich zu verwandeln: das Überwesen ist geboren, der Wervampir, vor dem Viktor sich mehr als vor allem anderen fürchtete.
Viktor und Michael beginnen ein brutales Duell, in dem Michael zu unterliegen scheint. Doch bevor der Vampirfürst ihn töten kann, greift Selene ein und tötet ihren einstigen Ziehvater mit seinem eigenen Schwert. Selene und Michael bleiben allein zurück, wissend, dass sie ab jetzt gejagt werden. In der letzten Szene sieht man, dass der schlafende Vampirfürst Marcus die Augen aufschlägt.

## Charaktere
- Selene (Name der griech. Mondgöttin): Innerhalb der Vampirgesellschaft nimmt Selene den Rang einer Todeshändlerin, also einer Elitekriegerin ein. Sie verbringt ihre gesamte Zeit mit der Jagd auf die vermeintlichen Feinde ihres Ordens, die Lykaner. Um die Werwölfe besiegen zu können, benutzt sie zwei vollautomatische Berettas mit Silber- bzw. Silbernitratkugeln. Selene glaubt fest daran, dass es einst diese Kreaturen gewesen sind, die ihre menschliche Familie vernichtet haben. Ausgerechnet den wahren Mörder ihrer Angehörigen hält sie für ihren Retter: Fürst Viktor. Über ein Privatleben scheint Selene nicht zu verfügen. Einerseits vermisst sie ihren Ziehvater Viktor, andererseits muss sie sich der Nachstellungen dessen Stellvertreters Kraven erwehren. Als der Mensch Michael in ihr Leben tritt, muss sie sowohl mit ihrem vampirischen Standesdenken als auch ihren erkalteten Gefühlen fertigwerden. Nach Viktors Erweckung wird ihre Außenseiterrolle innerhalb der Vampire stärker denn je erkennbar. Dieser stellt sie vor die Wahl, entweder Michael zur Strecke zu bringen oder auch seine Unterstützung zu verlieren. Sie entscheidet sich schließlich für die Liebe zu Michael und wird unfreiwillig von Kraven in ihrer Entscheidung bestärkt, als dieser ihr eröffnet, dass es einst Viktor war, der ihre Familie meuchelte. Im letzten Gefecht zwischen dem Fürsten und Michael steht sie ihrem Liebsten zur Seite und tötet Viktor.

- Michael (hebr. Wer ist wie Gott?, Name eines der Erzengel, Ähnlichkeit des vollständigen Namens zu Matthias Corvinus, dem sagenumwobenen ungarischen König): Der verwitwete Michael Corvin hat seine Frau bei einem Verkehrsunfall verloren. Das Gefühl, damals nichts für die Sterbende getan zu haben, hat ihn zu einem Medizinstudium bewegt. Um einen Schlussstrich unter seine Vergangenheit zu ziehen, hat er nun eine Stelle als Assistenzarzt in einer fremden Stadt angetreten. Wie alle Menschen weiß er nichts von dem Krieg, der in der Unterwelt zwischen Vampiren und Lykanern tobt. Seine Abstammung vom ersten Unsterblichen, Alexander Corvinus, zieht ihn gegen seinen Willen in diesen Konflikt hinein. In Selene erkennt Michael eine verwandte Seele, da auch sie ihre Lieben verloren hat. Mit der übrigen Unterwelt verbindet ihn nichts, was sich weder durch seine Verwandlung zum Werwolf noch seine Evolution zum Hybriden ändert. Er kann aber auch nicht mehr in die Welt der Menschen zurückkehren, da diese ihn ablehnt (symbolisiert durch einen vormals befreundeten Arzt, der ihn verrät). Ihm bleibt somit nur noch die Liebe zu Selene.

- Viktor (lat. der Sieger, Beiname des Jupiter): Er ist einer der drei Ältesten der Vampire, steht den beiden anderen aber faktisch vor. Seine Furcht gilt einer Verschmelzung der Vampire mit den Lykanern, vorgeblich um die Blutlinie reinzuhalten. Tatsächlich aber fürchtet er die enorme Kraft, die ein Hybrid besäße und damit eventuell seine Machtposition in Frage stellen könnte. Deshalb war er schon in der Vergangenheit bereit, seine eigene Tochter Sonja hinrichten zu lassen. Für Selene stellt Viktor eine Vaterfigur dar, bis sie erfährt, dass ausgerechnet er es war, der ihre Familie tötete. Der Zuschauer erlebt die Wandlung von Viktors Rolle mit, der zunächst als scheinbar gerechter Richter über Kravens Machenschaften auftritt. Schließlich aber wird ersichtlich, dass er selbst das eigentliche Übel darstellt, als er versucht, den unschuldigen Michael zu töten. Viktor ist Selenes Antagonist und wird von ihr schließlich zur Strecke gebracht.

- Lucian (lat. der Strahlende oder der bei Tagesanbruch Geborene): Der unumstrittene Anführer der Lykaner tritt ambivalent auf. Für den Zuschauer erscheint er zunächst als skrupelloser Kriegsherr, der die Vampire vernichten will und dabei vor dem Tod unschuldiger Menschen nicht zurückschreckt. Diese Wahrnehmung wird relativiert, als ersichtlich wird, dass er ein Abkommen ausgerechnet mit dem temporären Anführer der Vampire, Kraven, geschlossen hat. Völlig auf den Kopf gestellt wird das ursprüngliche Bild, als Lucians Vergangenheit offenbart wird: Ohne eigenes Verschulden wurde einst sein Glück zerstört, als seine Vampirbraut Sonja von ihrem eigenen Vater, Fürst Viktor, hingerichtet wurde. Anstatt aber auf plumpe Rache zu sinnen, versucht Lucian eine Verschmelzung beider Rassen zu bewirken. In Selenes und Michaels Liebe erkennt er sein eigenes Schicksal wieder und kämpft schließlich bis zum letzten Atemzug für diese, nicht ohne damit auch den Untergang seiner Feinde zu bewirken.

- Kraven (engl. craven = vollkommener Feigling, aber auch eng. to crave sth. = etw. begehren): Fürst Viktor hat Kraven als zeitweiligen Anführer seines Ordens während seines Tiefschlafs bestimmt. Kravens Machtposition ist aber auf einer Lüge aufgebaut. Er konnte den übrigen Vampiren glaubhaft machen, dass er den mächtigen Werwolf Lucian getötet habe. Tatsächlich hat er aber einen Pakt mit diesem geschlossen. Er hofft, dass die Werwölfe die drei Ältesten der Vampire für ihn aus dem Weg räumen. Es ist bezeichnend für ihn, dass er nicht selbst den Kampf mit diesen sucht, sondern die gefährlichen Aufgaben anderen überlässt. Hingegen hat er keinerlei Skrupel, auf den unbewaffneten Michael oder auf seinen Alliierten Lucian, der ihm den Rücken zuwendet, zu schießen. Kraven hegt eine unstillbare Begierde nach Selene, die ihn aber verabscheut und immer wieder zurückweist. Letztlich manövriert sich Kraven in eine unhaltbare Position, da er sowohl die Herrschaft über die Vampire erringen und dabei Selenes Liebe gewinnen möchte, als auch die Werwölfe in Schach halten muss.

## Besetzung und Synchronisation
Die deutschsprachige Synchronisation entstand durch die Interopa Film nach einem Dialogbuch von Oliver Rohrbeck, der auch die Dialogregie übernahm.
| Rolle             | Schauspieler     | Deutscher Sprecher |
| ----------------- | ---------------- | ------------------ |
| Selene            | Kate Beckinsale  | Ranja Bonalana     |
| Michael Corvin    | Scott Speedman   | Dennis Schmidt-Foß |
| Viktor            | Bill Nighy       | Peter Fitz         |
| Lucian            | Michael Sheen    | Benjamin Völz      |
| Kraven            | Shane Brolly     | David Nathan       |
| Erika             | Sophia Myles     | Melanie Hinze      |
| Singe             | Erwin Leder      | Erwin Leder        |
| Dr. Adam Lockwood | Wentworth Miller | Timmo Niesner      |
| Kahn              | Robbie Gee       | Dietmar Wunder     |
| Raze              | Kevin Grevioux   | Tilo Schmitz       |
| Soren             | Scott McElroy    | N.N.               |
| Amelia            | Zita Görög       | N.N.               |

## Hintergrund

### Trivia
- Das Brandmal von Lucian ist das Zeichen von Viktor.
- In Underworld wurden typische Klischees aus zahlreichen anderen Filmen, in denen Vampire und Werwölfe vorkommen, nicht übernommen: So besitzen Vampire ein Spiegelbild und können unaufgefordert in Häuser und Wohnungen eindringen, und Werwölfe mit einer gewissen Lebenserfahrung können sich unabhängig vom Vollmond verwandeln.
- Obwohl dies nie im Film erwähnt wird, lassen Hinweise im Film erkennen, dass die Handlung in Budapest spielt: Dies ist an Michaels Adresse sichtbar, die auf Selenes Monitor angezeigt wird, an Hinweisschildern am Straßenrand und Nummernschildern an Autos. Die U-Bahn in der Kampfszene am Anfang des Films ist ein noch heute von der Metró Budapest verwendeter Zug sowjetischer Bauart. Die Dampflokomotive vor dem Zug, mit dem die Vampirfürsten anreisen, ist die ungarische Museumslok 424 287.
- White Wolf und Autorin Nancy A. Collins klagten gegen den Film, da sie darin eine unerlaubte Nutzung der Kurzgeschichte The Love of Monsters (erschienen 1994) sahen. Die Klageschrift hierfür wurde im September 2003 eingereicht[5]; im September 2004 wurde ein Vergleich geschlossen.[6]
- Hauptdarstellerin Kate Beckinsale und Regisseur Len Wiseman wurden während der Dreharbeiten ein Paar und heirateten 2004. Ende 2015 trennte sich das Paar.

### Filmmusik
Neben der von Paul Haslinger stammenden Original-Filmmusik gibt es noch einen Soundtrack zum Film. Darauf finden sich Aufnahmen wie zum Beispiel ein früher Titel des Projekts Puscifer und ein Song von „The Damning Well“, einer US-Rock-Supergroup um Wes Borland, Richard Patrick und Josh Freese. Der Titel Bring Me The Disco King von David Bowie wurde unter dessen eigener Mitwirkung und unterstützt von Maynard James Keenan und John Frusciante neu für den Soundtrack aufgenommen. Des Weiteren wurden dem Soundtrack Remixe schon veröffentlichter Stücke beigefügt, so auch zwei veränderte Titel von A Perfect Circle. Die Arbeiten wurden dabei hauptsächlich von Danny Lohner ausgeführt, welcher selbst unter dem Pseudonym „Renholdër“ mit mehreren kurzen Interludien vertreten ist. Auch Milla Jovovich ist als „Milla“ auf der CD mit dem Titel Rocket Collecting vertreten.
In den Trailern zu Underworld und zur Fortsetzung Underworld: Evolution ist der Titel Red Tape der Band Agent Provocateur zu hören. Er gehört jedoch nicht zum Original-Soundtrack von Underworld, sondern ist auf der Score-CD zu Underworld erschienen. Ursprünglich war dieser Titel im Soundtrack von Der Schakal zu finden.

### Extended Cut
Auf DVD und UMD erschien Underworld sowohl in der Kinoversion als auch als zwölf Minuten längerer Extended Cut, der einige verlängerte und zusätzliche Szenen beinhaltet. Der Extended Cut wurde auch als hochauflösende Version auf WMV-HD-DVD und Blu-ray veröffentlicht.

### Romane zum Film
Auf den Film folgte eine Romanfassung von Greg Cox, dieser schrieb dann später auch Underworld: Blutfeind, einen Prequel-Roman welcher die Liebesgeschichte zwischen Lucian und Sonja behandelt. Herausgegeben werden sie vom Panini Verlag.

## Kritik
Das Lexikon des internationalen Films schrieb: „Die hochartifizielle Fingerübung entfaltet ihre Geschichte im Kontext urbaner Subkulturen, wobei sie ihre mannigfaltigen Vorgänger nicht verleugnet, sondern mit ihnen das Genre in seinen Kernthemen reflektiert. Der intelligente Fantasy-Film nutzt Trash- und Underground-Elemente, um sich mit den Nachtseiten des Lebens auseinander zu setzen.“
Auf Cinema hieß es: „Statt die durchaus reizvolle Idee auszukosten, Vampir- und Werwolfbanden ins Gemetzel zu schicken, wird die Wirkung der mythischen Kreaturen egalisiert, indem man ihnen ein absurdes Arsenal an Feuerwaffen aufdrückt. Und so beschießen sich nun jede Menge schwer identifizierbare Langhaarige von Früh bis Spät – bis der Hörsturz den Horror völlig ersetzt hat. […] Fazit: Fantasy-Thriller im „Blade“-Stil: Ein reizvolles Gruselmärchen ersäuft beinahe im Bleiregen.“

## Fortsetzungen
Die Fortsetzung Underworld: Evolution kam Anfang März 2006 in die deutschen Kinos. Die Handlung des Vorgängers wurde darin fortgeführt: Selene und Michael mussten sich nun mit dem überlebenden Vampirältesten Marcus auseinandersetzen. Anhand von Rückblenden wurden in der Fortsetzung aber auch die Ursprünge der Vampire und Lykaner näher beleuchtet.
Im Februar 2009 kam der dritte Teil unter dem Namen Underworld – Aufstand der Lykaner in die deutschen Kinos. Er geht in der Handlung um mehrere Jahrhunderte zurück und befasst sich mit den Ursprüngen der Fehde zwischen Vampiren und Lykanern und der Beziehung zwischen Lucian und Victors Tochter.
Seit Februar 2012 war auch der vierte Film Underworld: Awakening in den Kinos zu sehen. Kate Beckinsale hatte dafür ihre Rolle als Selene wieder aufgenommen. Regie führten die Schweden Måns Mårlind und Björn Stein. Produziert hat den Film Len Wiseman.
Im Mai 2015 wurde Kate Beckinsale offiziell für einen fünften Underworld-Film verpflichtet. Auch Theo James aus Underworld: Awakening spielte wieder mit. Die Regie übernahm Anna Foerster. Die Dreharbeiten begannen im Oktober 2015 in Prag. Der fünfte Film der Reihe trägt den Titel Underworld: Blood Wars und kam am 1. Dezember 2016 in die deutschen Kinos.